# Der Usedom-Krimi: Der lange Abschied
Der lange Abschied ist ein Fernsehfilm aus der Kriminalfilmreihe Der Usedom-Krimi. Er wurde im Auftrag von ARD Degeto und dem NDR von der Polyphon Film- und Fernsehgesellschaft für Das Erste produziert. Die 16. Folge der Filmreihe wurde am 18. November 2021 erstmals im Fernsehen ausgestrahlt.

## Handlung
Nach einer Feier auf einem Campingplatz in Polen mit seinen beiden Freundinnen Eva und Renate taucht der verwirrte Ulf am nächsten Tag am Waldrand auf. Er hat offenbar einen kompletten Filmriss und weiß nicht einmal, wer er ist. Er ist allerdings fest davon überzeugt, jemanden erschossen zu haben. Kommissar Gadocha beginnt zu ermitteln. Ungefähr zur gleichen Zeit kommt Eva allein mit ihrem Campingbus in eine deutsche Grenzkontrolle, wobei der Camper durch eine leichtsinnig weggeworfene Zigarette Feuer fängt und explodiert. Bis auf ein geschossenes Reh und geschmuggeltes Benzin lässt sich nichts Ungewöhnliches feststellen. Allerdings fehlt von Renate, der Fahrzeughalterin, jede Spur; auch auf ihrem Handy kann Eva sie nicht erreichen.
Karin möchte sich mit Gadocha wieder versöhnen und sucht ihn in Polen. Sie findet ihn in einem Krankenhaus, wo er Ulf befragt. Karin kümmert sich ihrerseits um Ulf und versucht, seinem Gedächtnis mit Musik aus den 1960er Jahren auf die Sprünge zu helfen. Als Eva Ulf im Polizeipräsidium auf einem Foto erkennt, ist seine Identität geklärt. Ulf, Renate und Eva lebten gemeinsam in einer Art Dreierbeziehung auf dessen Hausboot. Die Ermittler fragen sich, ob Ulf die vermisste Renate erschossen hat. Karin bringt Ulf später auch auf sein Hausboot, doch selbst an dieses und seine Mitbewohnerin Eva kann er sich nicht erinnern. Wenig später wird Renate erschossen im Wald gefunden – das Gewehr aus dem Camper ist jedoch nicht die Tatwaffe.
In einer Nebenhandlung besucht Ellen wiederholt ihre Mutter Patrizia im Gefängnis, doch die Begegnungen zwischen beiden Frauen bleiben kühl. Patrizia macht aus ihrem besitzergreifenden Wesen kein Hehl, auf Ellens Fragen zu ihrem Erzeuger oder der Grund der Entführung ihres Sohnes geht sie nicht näher ein. Patrizia sagt dann allerdings, dass Karins (von ihr erschossener) Mann Ellens Vater gewesen sei. Auch wenn Karin dies später in einem Gespräch klar verneint, lässt es Ellen keine Ruhe und sie schaut sich die Akte und die Beweisstücke zu dem damaligen Fall noch einmal an und nimmt ein blutbeflecktes Stück Stoff mit.
Es stellt sich heraus, dass Ulf an Bauchspeicheldrüsenkrebs erkrankt ist und nicht mehr lange zu leben hat. Eva gibt zu, dass es eigentlich gemeinsam mit Ulf geplant war, ihn zu erschießen und es wie einen Unfall aussehen zu lassen, denn bei Selbsttötung würde die Lebensversicherung nicht zahlen. Doch der Plan funktionierte nicht, da alle betrunken waren und Marihuana geraucht hatten. Eva wachte dann am nächsten Tag allein auf, an die Geschehnisse der Nacht kann sie sich nicht erinnern. Ulf und Eva werden schließlich entlastet, als sich ein polnischer Jäger stellt und gesteht, er habe Renate bei einem Jagdunfall erschossen, als diese nachts mit Ulf durch den Wald gelaufen sei.
Ellen gesteht Karin am Strand, dass sie mit dem Hemdstück einen DNA-Test machen lassen wollte. Karin sagt daraufhin, sie solle es doch machen, sonst würde es sie zeitlebens verfolgen. Doch Ellen wirft das Stück ins Wasser und entschuldigt sich bei Karin. Beide umarmen einander.

## Produktion
Der Film wurde vom 9. Februar 2021 bis zum 29. März 2021 auf der Ostseeinsel Usedom, in Brandenburg und Berlin gedreht. Das Krankenhaus, in dem der verwirrte Ulf aufgenommen wird, steht in Zirchow, im Behindertenzentrum am Haff. Als Kulisse für das Hausboot diente das Schiffsrestaurant „Yachtlieger Achterwasser“ in Lütow, für das Immobilienbüro wurde auf der Seebrücke Zinnowitz gedreht. Weitere Szenen sind bei Bansin, dem Gelände einer Agrarhandelsgruppe in Wolgast und in einem Gewerbegebiet in Pudagla entstanden.

## Rezeption

### Kritiken
Tilmann P. Gangloff vergibt für den Film in seiner Besprechung auf tittelbach.tv insgesamt 4 von 6 Sternen.
Oliver Armknecht gibt dem Film in seiner Kritik auf film-rezensionen.de insgesamt 5 von 10 Punkten. Der Film plätschere etwas dahin und komme nicht so recht in die Gänge, Die Auflösung sei schwach, Rätselliebende würden nicht auf ihre Kosten kommen. Allerdings seien die Figuren interessant, insbesondere wenn sich der Film dem älteren Trio mit ihrer Vorgeschichte und der Tragik ihres Lebens zuwende.

### Einschaltquote
Die Erstausstrahlung von Der lange Abschied am 18. November 2021 wurde in Deutschland von 5,7 Millionen Zuschauern gesehen und erreichte einen Marktanteil von 19,6 % für Das Erste.